# Propaganda în Uniunea Sovietică

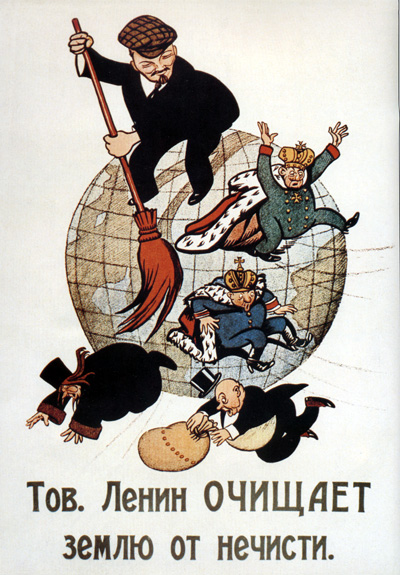
„Tovarăsul Lenin curăță Pământul de murdărie” de Viktor Deni, noiembrie 1920

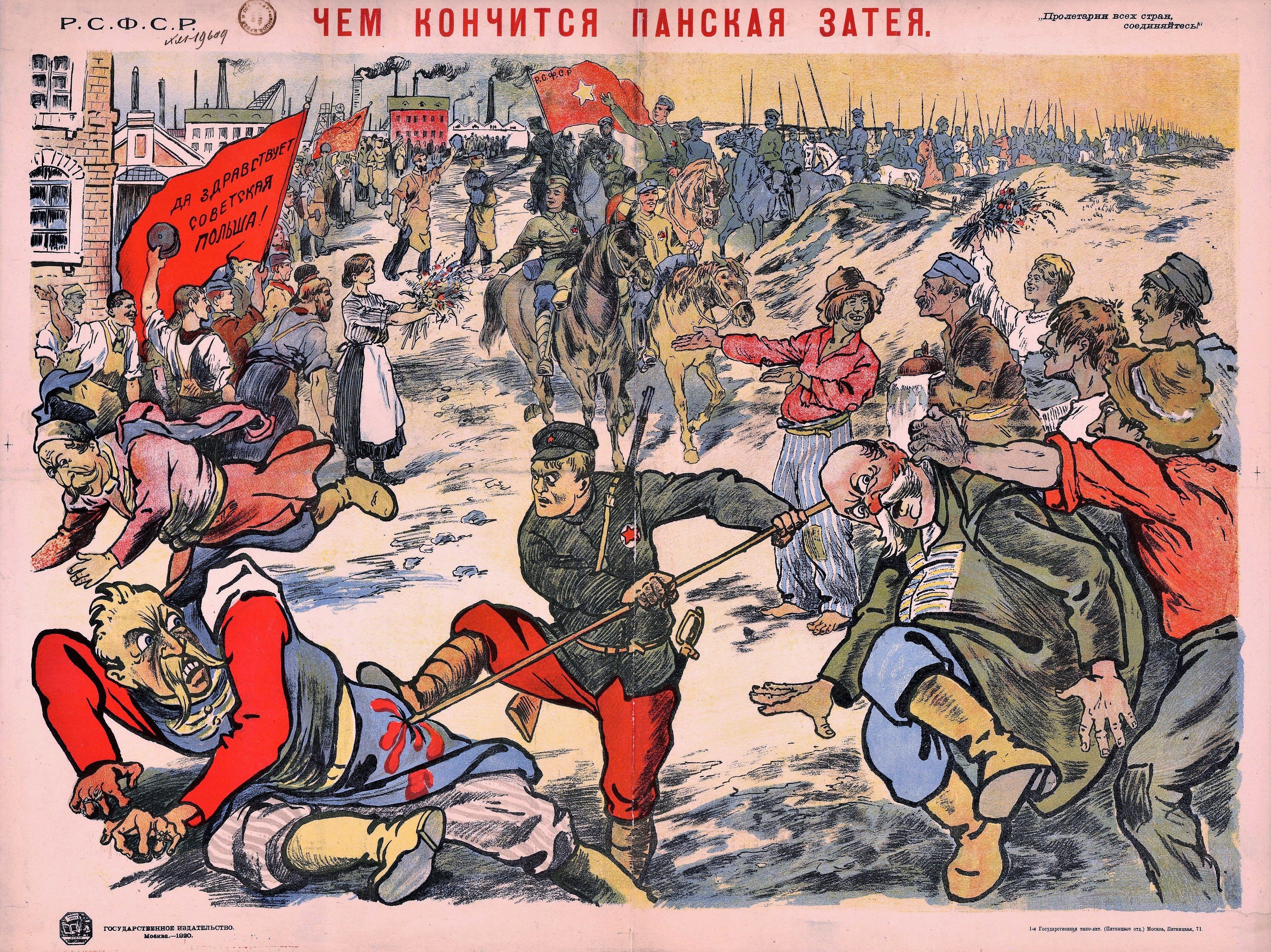
„Așa se va sfârși planul panilor”. Poster de propagandă antipoloneză (1920).

Propaganda în Uniunea Sovietică a fost practica de comunicare dirijată de stat pentru a promova  lupta de clasă,  internaționalismul proletar, obiectivele Partidul Comunist al Uniunii Sovietice și partidul însuși.
Principalul organism de cenzura sovietică, Glavlit, a fost implicat nu doar pentru eliminarea oricăror materiale tipărite nedorite, ci și pentru „a se asigura că fiecare articol publicat are o abordare ideologică corectă”. În perioada stalinistă, abaterea de la dictatul propagandei oficiale era pedepsită prin execuție și prin internarea în lagăre de muncă. Ulterior, astfel de măsuri punitive au fost înlocuite de psihiatria punitivă, închisoare, refuzul de a munci și pierderea cetățeniei. „Astăzi, un bărbat vorbește liber doar cu soția sa - noaptea, cu păturile trase pe cap", i-a spus în privat scriitorul Isaac Babel unui prieten de încredere 

## Teoria propagandei
Potrivit istoricului Peter Kenez⁠(d), „socialiștii ruși nu au contribuit cu nimic la discuția teoretică a tehnicilor de convingere a maselor. ... bolșevicii nu au căutat și nu au găsit niciodată metode diabolic de ingenioase pentru a influența mințile oamenilor, pentru a le spăla creierul”. Kenez spune că această lipsă de interes „a decurs din noțiunea lor de propagandă. Ei considerau propaganda ca fiind parte a educației”. Într-un studiu publicat în 1958, profesorul de administrație a afacerilor Raymond Bauer a concluzionat: „În mod ironic, psihologia și celelalte științe sociale au fost folosite cel puțin în Uniunea Sovietică exact în acele scopuri pentru care americanii cred în mod popular că psihologia ar fi folosită într-un stat totalitar - propagandă politică și controlul comportamentului uman.”.

## Mass media

### Școli și organizații de tineret

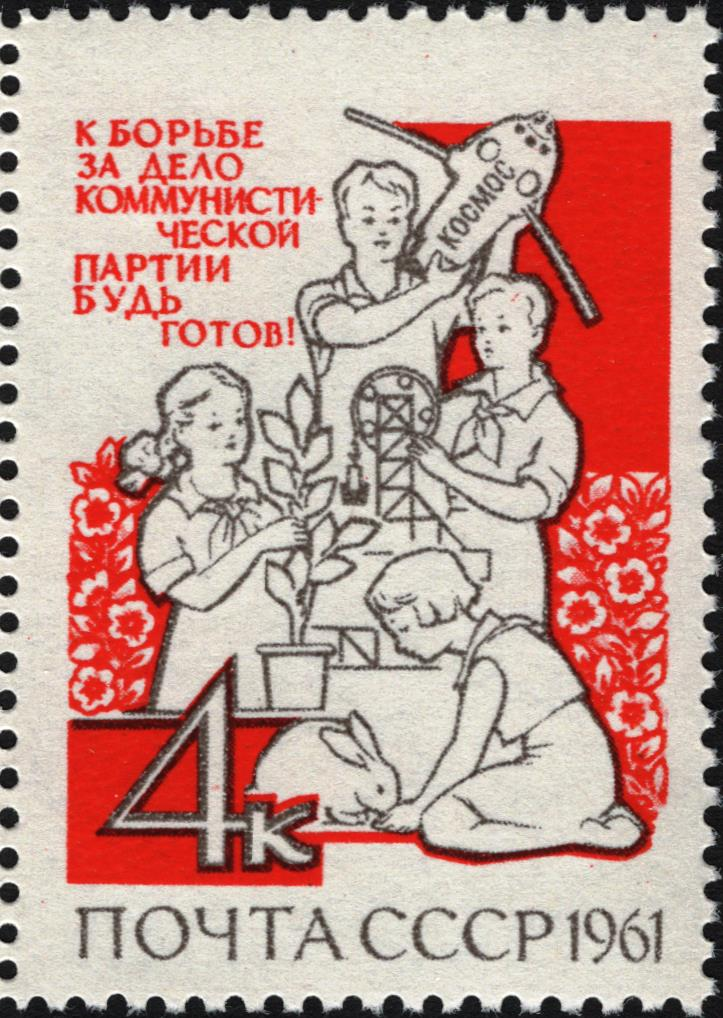
Pionierii și sloganul lor ”Să luptați pentru cauza Partidului Comunist, fiți gata!”

Un obiectiv important al propagandei sovietice a fost crearea unui Om nou sovietic. Școlile și organizațiile comuniste de tineret, cum ar fi  Organizația Pionierilor și Comsomol, au servit la îndepărtarea copiilor de familia „ mic-burgheză” și la îndoctrinarea următoarei generații în „modul de viață colectiv”. Ideea că educația copiilor era treaba părinților a fost respinsă în mod explicit.
Un teoretician al școlarizării a afirmat:
Trebuie să facem din tineri o generație de comuniști. Copiii, ca și ceara moale, sunt foarte maleabili și ar trebui să fie modelați pentru a deveni buni comuniști... Trebuie să-i salvăm pe copii de influența nocivă a familiei... Trebuie să-i naționalizăm. Încă din primele zile ale micilor lor vieți, ei trebuie să se afle sub influența binefăcătoare a școlilor comuniste... Să o obligăm pe mamă să-și dea copilul statului sovietic - aceasta este sarcina noastră...
Celor născuți după Revoluția Rusă li s-a spus în mod explicit că trebuie să construiască o societate a fraternității și dreptății și să nu fie ca părinții lor, ci complet „roșii” În toate școlile au fost înființate „colțuri ale lui Lenin”, „sanctuare politice pentru afișarea propagandei despre fondatorul asemeni zeilor al statului sovietic”. Școlile au efectuat marșuri și jurăminte de credință față de conducerea sovietică. Unul dintre scopuri a fost acela de a le insufla copiilor ideea că sunt implicați în revoluția mondială, care este mai importantă decât orice legături de familie. Pionierul Pavlik Morozov, care și-ar fi denunțat tatăl la poliția secretă NKVD, a fost promovat ca un mare exemplu pozitiv.
Profesorii de științe economice și sociale au fost responsabili în special pentru inculcarea unor viziuni marxist-leniniste „de nezdruncinat”. Toate cadrele didactice erau predispuse să urmeze cu strictețe planul de educare a copiilor aprobat la vârf din motive de siguranță, ca să evite problemele serioase apărute în cazul unor evenimente sociale care nu erau incluse în plan. Copiii elementelor „străine de societate” erau adesea ținta unor abuzuri și uneori erau exmatriculați în numele luptei de clasă. La începutul regimului, mulți profesori au fost atrași în planurile sovietice de școlarizare din cauza entuziasmului pentru programele de alfabetizare, pe care sovieticii încercau să le extindă
Organizația Pionierilor a fost un factor important în îndoctrinarea copiilor. Au fost învățați să fie sinceri și intransigenți și să lupte împotriva dușmanilor socialismului. Până în anii 1930, această îndoctrinare a dominat complet activitatea Organizației Pionierilor.

### Radio
Radioul a fost folosit cu succes, mai ales pentru a ajunge la analfabeți. Au fost amplasate receptoare radio în locații comunale, unde țăranii puteau să vină să asculte știrile dar și emisiuni de propagandă. În unele dintre aceste locații se aflau și panouri pentru postarea de afișe
În timpul celui de-al Doilea Război Mondial, radioul a fost folosit pentru a face propagandă în Germania nazistă.  Prizonierii de război germani erau chemați să vorbească și să-și asigure rudele că sunt în viață, propaganda fiind inserată între anunțul că un soldat va vorbi și momentul în care o făcea efectiv, această pauză permițând familiei să se adune în jurul receptorului radio.

### Afișele

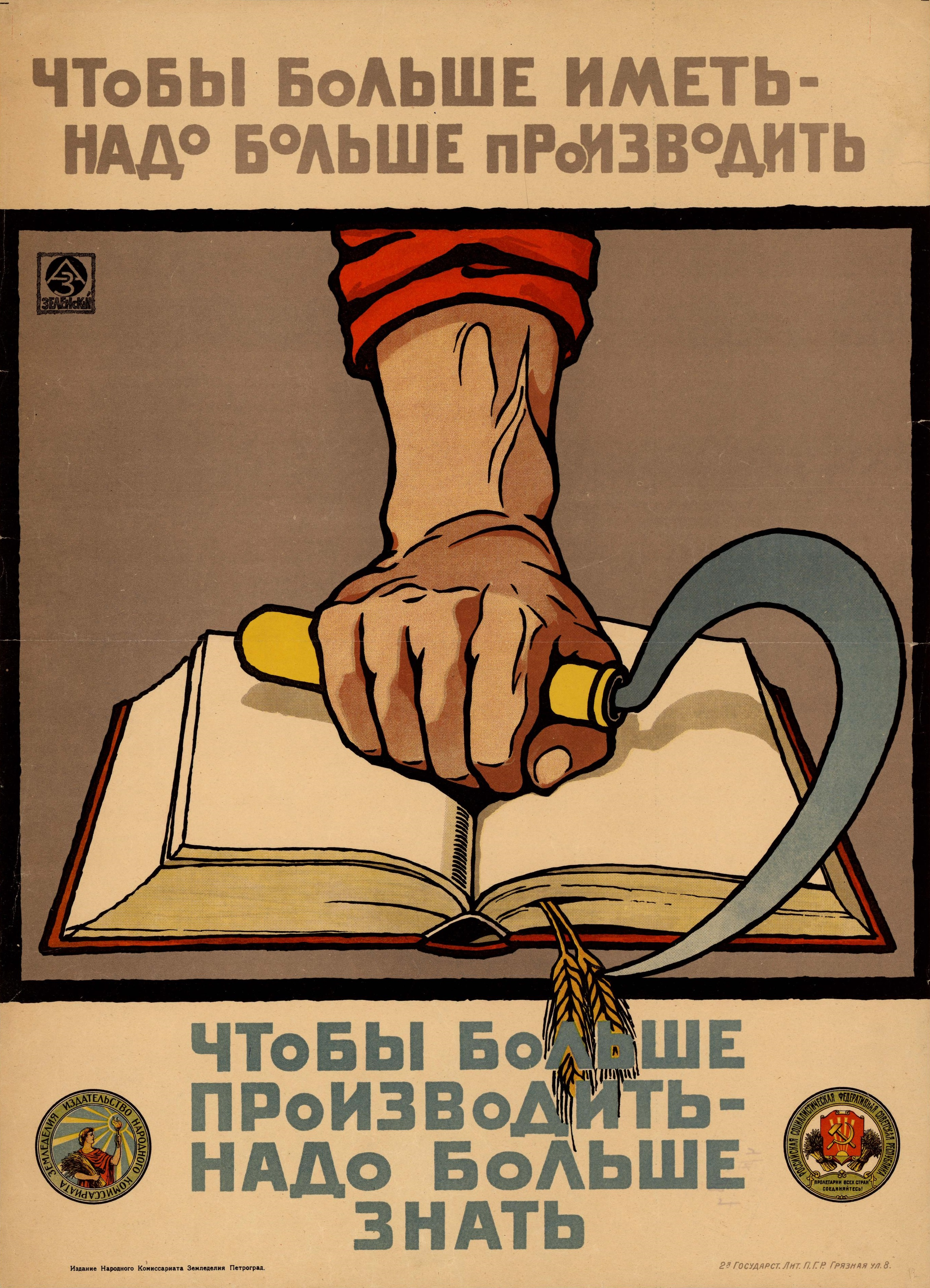
Afiș de propagandă din 1920 al lui Alexandr Zelenski. „Pentru a avea mai mult, trebuie să produci mai mult. Pentru a produce mai mult, trebuie să știi mai mult”

Afișele de perete au fost utilizate pe scară largă pentru informarea analfabeților în primii ani de existență a Uniunii Sovietice, adesea înfățișând triumfurile Armatei Roșii. Producția de afișe de propagandă a continuat de-a lungul întregului deceniu al treilea.
Acest lucru a continuat și în al Doilea Război Mondial, tot în beneficiul celor puțin știutori de carte, cu desene sugestive și simple.

### Cinematografia sovietică
Filmele artistice au fost instrumente puternice de propagandă, dar au existat și pionieri în domeniul documentarului (Roman Karmen⁠(d), Dziga Vertov⁠(d)). Când războiul părea inevitabil, au fost scrise drame, cum a fost  Alexandru Nevski (1938), pentru a pregăti populația. Astgel de filme au fost retrase din cinematografe după semnarea  Pactului Ribbentrop-Molotov, dar au revenit în circulație după începerea războiului
Filmele au fost difuzate în cinematografe și din trenuri de propagandă. . În timpul războiului,  jurnalele de actualități au fost difuzate în stațiile de metrou pentru ca și cei care nu aveau posibilitatea să plătească un bilet la cinema să poată urmări știrile.. De asemenea, au fost filmate povești despre lupta partizanilor și despre suferințele provocate de naziști, cum a fost Fata nr. 217, care înfățișează calvarul unei rusoaice înrobite de o familie germană inumană.
Deoarece filmul are nevoie de o bază industrială, propaganda a asigurat o parte importantă a finanțării producției filmului.

### Trenurile de propagandă
O inițiativă reinstituită în timpul celui de-al Doilea Război Mondial a fost trenul de propagandă, dotat cu mașini de tipărit și cinematografe portabile, având la bord un număr de conferențiari. În timpul Războiului civil, bolșevicii au trimis în misiune atât „trenuri de agitație” (rusă агитпоезд), cât și „vapoare de agitație” (rusă агитпароход) pentru informarea, distrarea populației și pentru propagandă

### Întâlniri și conferințe
De asemenea, au fost folosite întâlnirile cu diferiți lectori. În ciuda monotoniei lor, mulți oameni au considerat că acestea au creat solidaritate, i-au făcut să se simtă importanți și că sunt ținuți la curent cu noutățile.
Prelegerile erau folosite în mod obișnuit pentru informarea în mod corespunzător a populației cu privire la fiecare aspect al vieți .
Prelegerile lui  Stalin despre leninism au fost esențiale în stabilirea faptului că partidul era piatra de temelie a Revoluției din Octombrie, o politică pe care Lenin a aplicat-o, dar despre care nu a scris în mod teoretic.

### Arta

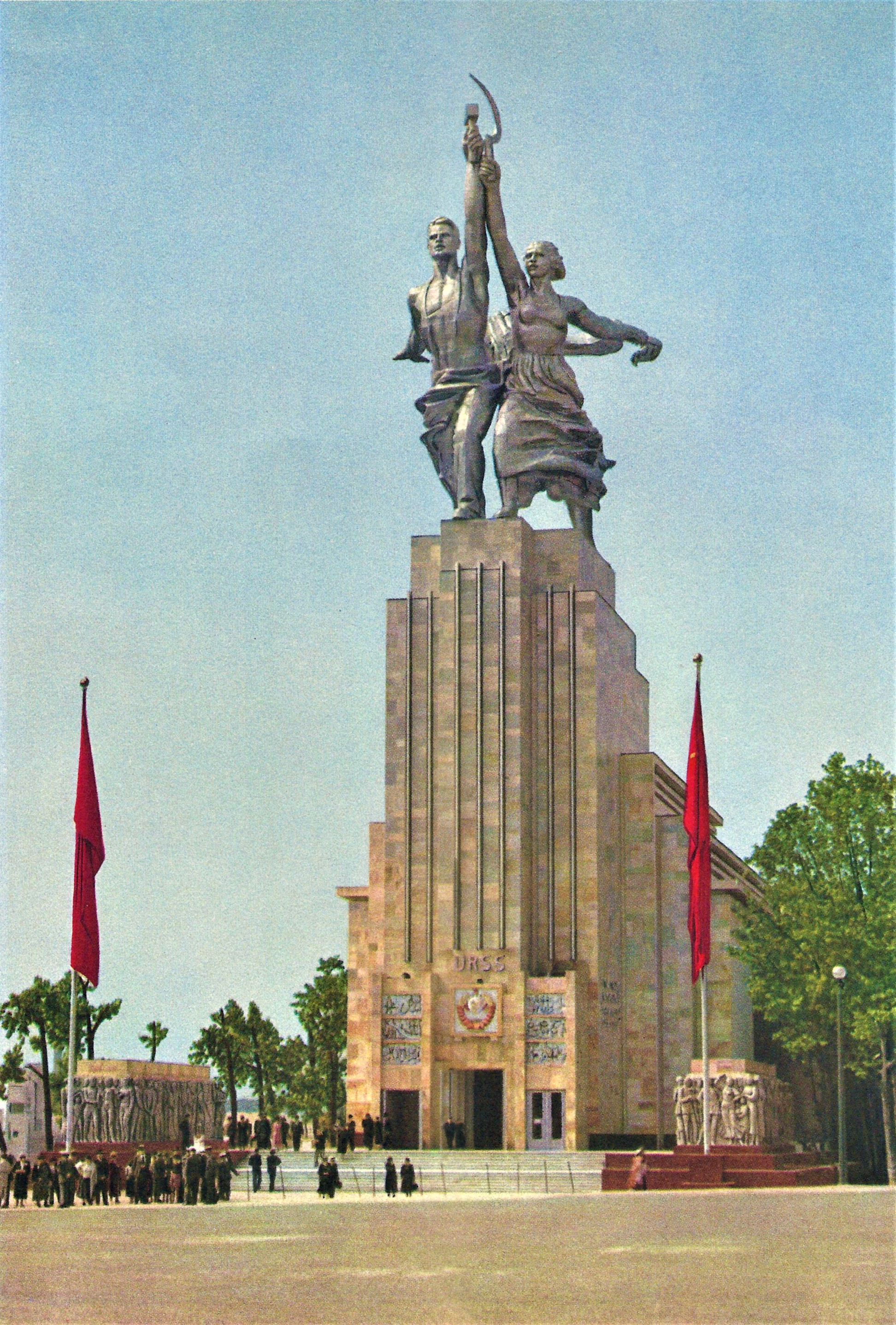
Sculptura lui Vera Muhina Muncitorul și colhoznica de pe pavilionul sovietic de la Expoziția mondială de la Paris, 1937.

Arta, fie că era vorba de literatură, artă vizuală sau teatru, a fost folosită în scop de propagandă. Mai mult, arta trebuia să aibă un singur înțeles clar și lipsit de ambiguitate Cu mult timp înainte ca Stalin să impună o restricție completă, se dezvolta o birocrație culturală care considera că forma și scopul suprem al artei este propaganda și a început să o restrângă pentru a se potrivi acestui rol. Activitățile culturale erau îngrădite de cenzură și de un monopol al instituțiilor culturale. 
Imagistica s-a inspirat frecvent din așa-numitul „realism eroic”. Pavilionul sovietic pentru Expoziția Universală de la Paris⁠(d) a fost încununat de sculptura monumentală a lui Vera Muhina, Muncitorul și colhoznica. Acest lucru a reflectat un apel pentru arta eroică și romantică, care oglindea mai degrabă idealul decât realitatea. Arta era plină de sănătate și fericire; picturile erau pline de scene industriale și agricole, iar sculpturile înfățișau muncitori, soldați de pază și elevi.
În 1937, a fost concepută o mare expoziție de artă socialistă, „Industria Socialismului”, dar dificultățile și problemele cu „dușmanii poporului” au necesitat o reelaborare, iar șaisprezece luni mai târziu, cenzura și-a dat în sfârșit aprobarea pentru expoziție.

### Ziarele
În 1917, după ce au ieșit din clandestinitate, bolșevicii s-au pregătit să reînceapă publicarea ziarului  Pravda (Adevărul). 
Prima lege pe care sovieticii au adoptat-o la preluarea puterii a fost aceea de interzicere a ziarelor care li se opuneau. Această măsură a trebuit să fie abrogată și înlocuită cu o una mai blândă, dar, până în 1918, Lenin reușise să lichideze toată presa independentă, inclusiv revistele care datau încă din secolul al XVIII-lea.

Din 1930 până în 1941 și pentru o scurtă perioadă de timp 1949, a fost difuzată revista de propagandă URSS în construcție. Revista a fost publicată în rusă, franceză, engleză, germană și, din 1938, în spaniolă. Scopul autoproclamat al revistei era de a „reflecta în fotografie întreaga amploare și varietate a lucrărilor de construcție care se desfășoară în prezent în URSS”. Publicația sa adresa în primul rând unui public internațional, în special intelectualilor și oamenilor de afaceri occidentali de stânga, și au fost destul de populare în timpul primelor sale numere, printre abonați numărându-se George Bernard Shaw, H. G. Wells, John Galsworthy, și Romain Rolland.
Analfabetismul era privit ca un pericol grav, care-i excludea pe analfabeți din discuțiile politice. Mesajul ziarelor de partid nu puteau să ajungă la neștiutorii de carte.

### Cărțile
Imediat după revoluție, cărțile au fost tratate cu mai puțină severitate decât ziarele, dar naționalizarea tipografiiilor și a editurilor le-a adus sub control statului. În epoca stalinistă, bibliotecile au fost epurate, uneori atât de dur încât au fost îndepărtate lucrări ale lui Lenin.
În 1922, primele deportări ale scriitorilor și savanților a fost un avertisment dur că nu este permisă nicio abatere. Cenzura înainte de publicare a fost reinstaurată. Din cauza lipsei de autori bolșevici, au fost tolerați mai mulți „tovarăși de drum”, care erau plătiți însă doar atâta timp cât urmau linia partidului.
În timpul Marii epurări staliniste, manualele erau adesea revizuite atât de des, încât elevii trebuiau să se descurce fără ele.

### Teatrele
Teatrul revoluționar a fost folosit pentru a inspira susținere pentru regim și ură față de dușmanii săi, în special „teatrul agitprop”, remarcat pentru personajele sale artificiale cu virtuți perfecte sau răutăți desăvârșite și pentru ridiculizarea grosolană a acestora din urmă Petrușka a fost o figură populară, adesea folosită pentru a-i apăra pe țăranii săraci și a-i ataca pe culaci.

## Tematica

### Omul nou
Multe lucrări sovietice au descris dezvoltarea unui „erou pozitiv” ca necesitând intelectualism și disciplină riguroasă. El nu a fost condus de impulsurile naturale primitive, ci de o stăpânire de sine conștientă Noul om altruist era dispus să-și sacrifice nu doar viața, ci și respectul de sine și sensibilitatea pentru binele celorlalți. Egalitatea și sacrificiul erau promovate ca fiind idealul potrivit pentru „modul de viață socialist”.
Munca cerea efort și austeritate, pentru a arăta că omul nou triumfa asupra instinctelor sale primare. Ziua cu producție record în mină a lui Aleksei Stahanov a făcut ca acesta să fie prezentat drept exemplul al „omului nou” și să inspire mișcările stahanoviste Mișcarea a adus o și mai mare presiune pentru creșterea producției, atât asupra muncitorilor, cât și asupra managerilor, criticii fiind etichetați drept „sabotori”.
Acest lucru a reflectat o schimbare de la începuturi, de la accentul pus pe „micul om” dintre muncitorii anonimi, la favorizarea „eroului muncii” la sfârșitul primului plan cincinal, scriitorii primind instrucțiuni explicite cu privire la crearea unor personaje eroice. Deși acești eroi trebuiau să aibă rădăcinile în popor, ei se deosebeau prin faptele lor eroice. Stahanov însuși a fost bine ales pentru acest rol – el era nu doar un muncitor, un bun familist, dar și cu un aspect asemănător eroilor din afișele de propagandă. Greutățile primului plan cincinal au fost prezentate în relatări romanțate. În 1937-1938, tinerii eroi care realizau fapte mărețe apăreau pe prima pagină a Pravda' mai des decât Stalin însuși.
Mai târziu, în timpul epurărilor staliniste, au fost făcute afirmații conform cărora criminalii au fost „refăcuți” prin munca lor la Canalul Marea Albă-Marea Baltică. „Salvarea prin muncă” a fost descrisă a apărut în piesa de teatru Aristocrații a lui Nikolai Pogodin, precum și în multe articole de presă.
Omul nou sovietic putea fi, de asemenea, o femeie nouă: Pravda a descris femeia sovietică ca pe cineva care nu a existat și nu ar fi putut exista niciodată înainte. Femeile stahanoviste erau mai rare decât bărbații, dar un sfert din toate femeile din sindicate au fost desemnate ca „spărgătoare de norme”. Pentru Expoziția Universală de la Paris, Vera Muhina a realizat o sculptură monumentală, Muncitorul și colhoznica, cei doi fiind îmbrăcați în haine de lucru, încrucișându-și uneltele: secera și ciocanul. Politicile oficiale care favorizau creșterea natalității încurajau femeile să aibă mulți copii erau justificate de egoismul inerent în limitarea următoarei generații de „oameni noi” Mamele eroine au primit medalii pentru nașterea a zece sau mai mulți copii.
Stahanoviștii au fost în asemenea măsură pentru propagandă] încât unii muncitori s-au plâns că lipsesc prea mult de la muncă.
Asasinarea lui Pavlik Morozov a fost exploatată pe scară largă în propagandă pentru a-i îndemna pe copii să-și denunțe apropiații, inclusiv pe părinții, autorităților statului comunist.

### Inamicul de clasă
„Inamicul de clasă” a fost un element omniprezent al propagandei sovietice. Odată cu izbucnirea războiul civil, armata nou formată a trecut la masacrarea unui număr mare de culaci și la promulgarea pentru o perioadă scurtă de timp a „Terorii Roșii”, care avea ca scop îngrozirea și supunerea maselor.
Lenin a proclamat că nevoia exterminării clasei burgheziei. Au avut loc numeroasele acțiuni împotriva moșierilor, țăranilor înstăriți, băncilor, fabricilor și magazinelor private Stalin a avertizat de multe ori că, odată cu lupta pentru construirea unei societăți socialist, „lupta de clasă se va ascuți” pe măsură ce dușmanii de clasă vor deveni mai disperați. În timpul epocii staliniste, toți liderii opoziției erau în mod obișnuit descriși drept trădători și agenți ai puterilor străine, imperialiste.
Planul cincinal a intensificat lupta de clasă prin numeroase atacuri împotriva culacilor, iar când s-a constatat că mulți țăranii care se opuneau autorităților nu erau suficient de bogați pentru ca să fie descriși drept culaci, au fost declarați „aproape culaci” sau „slugi ale culacilor” „Culacii și alți dușmani de clasă” au fost adesea citați ca principal motiv pentru nerealizătile din fermele colective. De-a lungul primului și celui de-al doilea plan cincinal, culacii, cei care subminau economia, sabotorii și naționaliștii au fost atacați, ceea ce a dus la Marea Teroare  Cei care profitaseră de pe urma proprietății publice au fost declarați „dușmani ai poporului”. Până la sfârșitul anilor 1930, toți „dușmanii” au fost băgați la un loc în artă ca susținători ai idioțeniei istorice. Ziarele au relatat cazuri despre judecarea unor copii de doar zece ani pentru comportament contrarevoluționar și fascist. În timpul Holodomorului, țăranii înfometați au fost denunțați drept sabotori, cu atât mai periculoși cu cât aspectul lor blând și inofensiv îi făcea să pară nevinovați. Morții nu făceau decât să dovedească că țăranii urau socialismul atât de mult încât erau dispuși să-și sacrifice familiile și să-și riște viața pentru a-l combate.

Stalin, după ce i-a denunțat pe „albi”, contrarevoluționari, troțkiști, sabotori și alții asemenea, și-a îndreptat atenția în special spre vechea gardă comunistă. Însăși neverosimilitatea acuzațiilor a fost invocată ca dovadă, deoarece ar fi putut fi inventate acuzații mai plauzibile.
Acești dușmani au fost arestați și trimiși în gulaguri, pe care propaganda le proclama ca fiind „lagăre de muncă corectională”. Propaganda a fost atât de convingătoare, încât chiar și oamenii care au văzut foametea și munca de sclavi din lagăre au crezut mai degrabă varianta autorităților decât realitatea la care fuseseră martori.
În timpul celui de-al Doilea Război Mondial, întregi etnii, cum a fost cazul germanilor de pe Volga, au fost catalogați drept trădători.
Stalin însuși l-a informat pe Serghei Eisenstein că filmul său Ivan cel Groaznic era imperfect pentru că nu a evidențiat în mod corespunzător folosirea necesară a terorii în persecutarea nobilimii de către țar.

### Noua societate
Propaganda poate declanșa o mișcare sau o revoluție de amploare, dar numai dacă masele se mobilizează pentru ca să transforme imaginile produse de propagandă în realitate. O propagandă bună trebuie să insufle speranță, credință și certitudine. Ea trebuie să aducă solidaritate în rândul populației. Ea trebuie să împiedice demoralizarea, disperarea și resemnarea.
O temă comună a fost crearea unei societăți noi, utopice, descrisă în afișe și jurnalele de știri, care a stârnit entuziasmul multor oameni. O mare parte din propagandă a fost dedicată unei noi comunități, așa cum se exemplifică prin folosirea apelativului „tovarăș” în locul celui de „domn”. Această nouă societate urma să fie una fără clase. Diferențele trebuiau să se bazeze pe funcție, nu pe clasă socială, iar toți aveau datoria egală de a munci. În timpul discuțiilor din anii 1930 despre noua constituție, un vorbitor a declarat că, de fapt, în URSS nu existau clase sociale, iar ziarele se exaltau despre modul în care visele proletariatului se împlineau pentru cei mai norocoși oameni din lume – cei sovietici. Dacă se recunoștea totuși existența unor clase – muncitorimea, țărănimea și intelectualitatea muncitoare – concluzia finală era că această împărțire era lipsită de importanță, de vreme ce aceste noi clase sovietice nu aveau niciun motiv să intre în conflict..
Metaforele militare au fost folosite frecvent pentru această creație, ca în 1929, când colectivizarea agriculturii a fost numită oficial o „ofensivă socialistă la scară largă pe toate fronturile”. Cel de-al doilea plan cincinal a înregistrat o încetinire a „ofensivei socialiste”, pe fondul propagandei care a lăudat triumfurile URSS pe „câmpul de luptă pentru construirea socialismului”.
În perioada stalinistă, societatea a fost adesea descrisă ca o „mare familie”, cu Stalin ca tată suprem.
Fericirea era obligatorie. Într-un roman în care un cal era descris ca mișcându-se „încet”, cenzura a obiectat, întrebând de ce calul nu se mișca repede, fiind fericit ca și restul muncitorilor de la ferma colectivă.
Revista pentru copii de la sate Colhoznie Rebiata (Băieții colhoznici) a publicat rapoarte bombastice care ar fi fost scrise chipurile de tinerii din fermele colective. Când micul dejun cald a fost asigurat pentru elevi, în special în școlile din oraș, programul a fost anunțat cu mare pompă.
Din moment ce societatea comunistă era cea mai înaltă și mai progresistă formă de societate, ea era superioară din punct de vedere etic tuturor celorlalte, iar „moralitatea” și „imoralitatea” erau determinate de faptul că lucrurile ajutau sau împiedicau dezvoltarea socială. Legislația țaristă a fost abolită în mod explicit și, deși judecătorii puteau să se mai inspire din prevederile ei, ei trebuiau să se ghideze după „conștiința revoluționară”. Sub presiunea nevoii reglementări, s-au introdus din ce în ce mai multe legi. Stalin a justificat acest lucru în propagandă prin faptul că legea se va „veșteji” cel mai bine atunci când autoritatea sa va fi ridicată la cel mai înalt nivel, prin contradicțiile sale.
Când proiectul noii constituții i-a făcut pe oameni să creadă că se va reveni la proprietatea privată și că țăranii ar putea părăsi fermele colective, au fost trimiși vorbitori pentru a „clarifica” problema.

#### Producția
Stalin a declarat fără să menajamente că bolșevicii trebuie să reducă în zece ani decalajul de cincizeci sau o sută de ani față de țările occidentale, decalaj produs de regimul țarist, altfel „socialismul va fi distrus”. În sprijinul ambițiosului plan cincinal, el a declarat că întârzierea industrială a fost cauza înfrângerilor istorice ale Rusiei. Ziarele au raportat depășirea cifrelor de plan, chiar dacă multe dintre ele nu au avut loc, iar acolo unde au avut loc, bunurile s-au divedit adesea de proastă calitate.

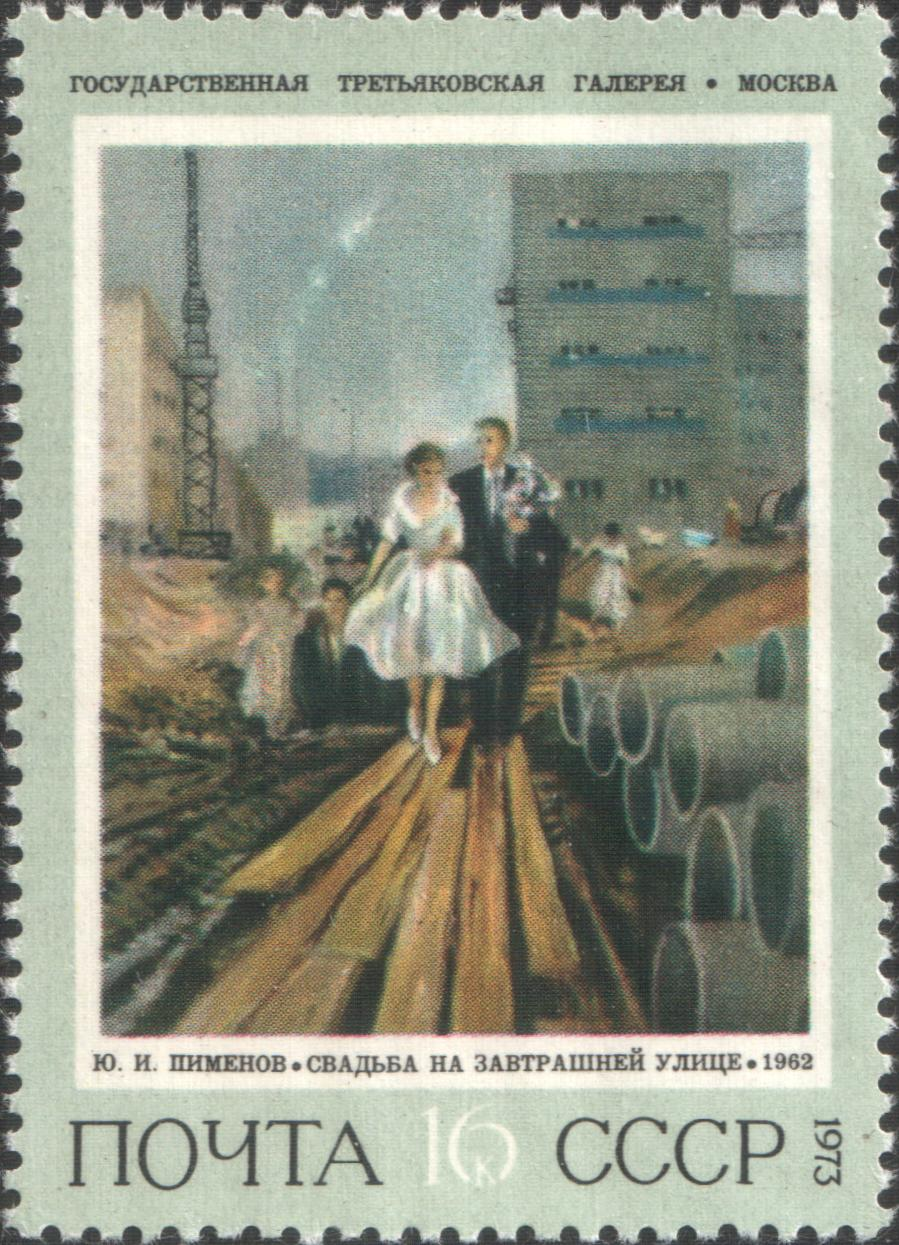
„Căsătorie pe strada de mâine”, timbru după o pictură de Pimenov

În anii '30, dezvoltarea URSS a fost aproape singura temă de artă, literatură și film. Eroii explorării Arcticii au fost glorificați. Cea de-a douăzecea aniversare a Revoluției din Octombrie a fost onorată cu o lucrare în cinci volume care glorifica realizările socialismului. În ultimul volum, dedicat „fanteziilor bazate pe baze științifice” ale viitorului, erau puse întrebări precum: „Va fi socialistă peste douăzeci de ani întreaga lume sau doar Europa?”
Chiar dacă majoritatea populației era încă rurală, URSS a fost proclamată „o mare putere industrială”. URSS în construcție glorifica Canalul Moscova-Volga, fără să menționeze munca deținuților Gulagului care participaseră de construirea lui.

În 1939, a fost luat în considerare un plan de raționalizare, dar nu a fost pus în aplicare, deoarece ar fi subminat propaganda cu privire la îmbunătățirea grijii față de oamenilor, a căror viață devenea mai bună și mai veselă în fiecare an.
În timpul celui de-al Doilea Război Mondial, sloganurile au fost modificate, trecând de la depășirea înapoierii față de occident la învingerea „fiarei fasciste”, dar au continuat să se concentreze pe producție. A fost proclamată chemarea „Totul pentru front!” 
Echipe de comsomoliști au fost folosite ca trupe de șoc pentru a-i intimida pe muncitori și a-i determina să crească producția, precum și pentru a răspândi propaganda socialistă.
În anii 1950,  Nikita Hrușciov s-a lăudat în repetate rânduri că URSS va depăși în curând Occidentul în ceea ce privește bunăstare materială. Alți oficiali sovietici au fost de părere că URSS își va arăta în curând superioritatea, deoarece capitalismul era ca un hering mort, care strălucește pe măsură ce putrezește.
În mod oficial, Uniunea Sovietică ajunsese în faza „socialismului dezvoltat”.

### Mișcările de masă
Acest lucru a dus la un mare accent pe educație
Primul atac la adresa lui Stalin după moartea dictatorului a fost publicarea unor articole în Pravda în care se proclama că masele au făcut istoria și că se făcuseră erori în perioada care trecuse prin exacerbarea „cultului persoanei”

### Lupta pentru pace
Un motiv comun în propagandă era că Uniunea Sovietică era iubitoare de pace.
Au fost lansate numeroase avertismente cu privire la necesitatea de a ține URSS cât mai departe de orice război imperialist, deoarece prăbușirea capitalismului ar face ca țările capitaliste să fie și mai disperate.
Pactul Molotov–Ribbentrop a fost prezentat ca un act pentru întărirea păcii.

### Internaționalismul
Chiar înainte ca bolșevicii să preia puterea, Lenin a proclamat în discursuri că Revoluția rusă va fi avangarda unei revoluții mondiale, internaționale și socialiste. Muncitorii au fost învățați că sunt avangarda socialismului mondial. Sloganul Proletari din toate țările, uniți-vă! a fost repetat constant.
Lenin a fondat organizația Comintern pentru propagarea comunismului la nivel internațional. Stalin a continuat să folosească Cominternul pentru promovarea comunismul în întreaga lume în beneficiul URSS. Când acest subiect a reprezentat o dificultate în cooperarea cu Aliații în al Doilea Război Mondial, Cominternul a fost dizolvat. Pentru un motiv asemănător, a fost adoptat pe 15 martie 1944 un nou „ Imn al Uniunii Sovietice", care a înlocuit „Internaționala”.
Prizonierii de război japonezi au fost supuși în mod intensiv propagandei înainte de eliberarea lor în 1949, ca să acționeze ca agenți sovietici de influență.

### Cultul personalității

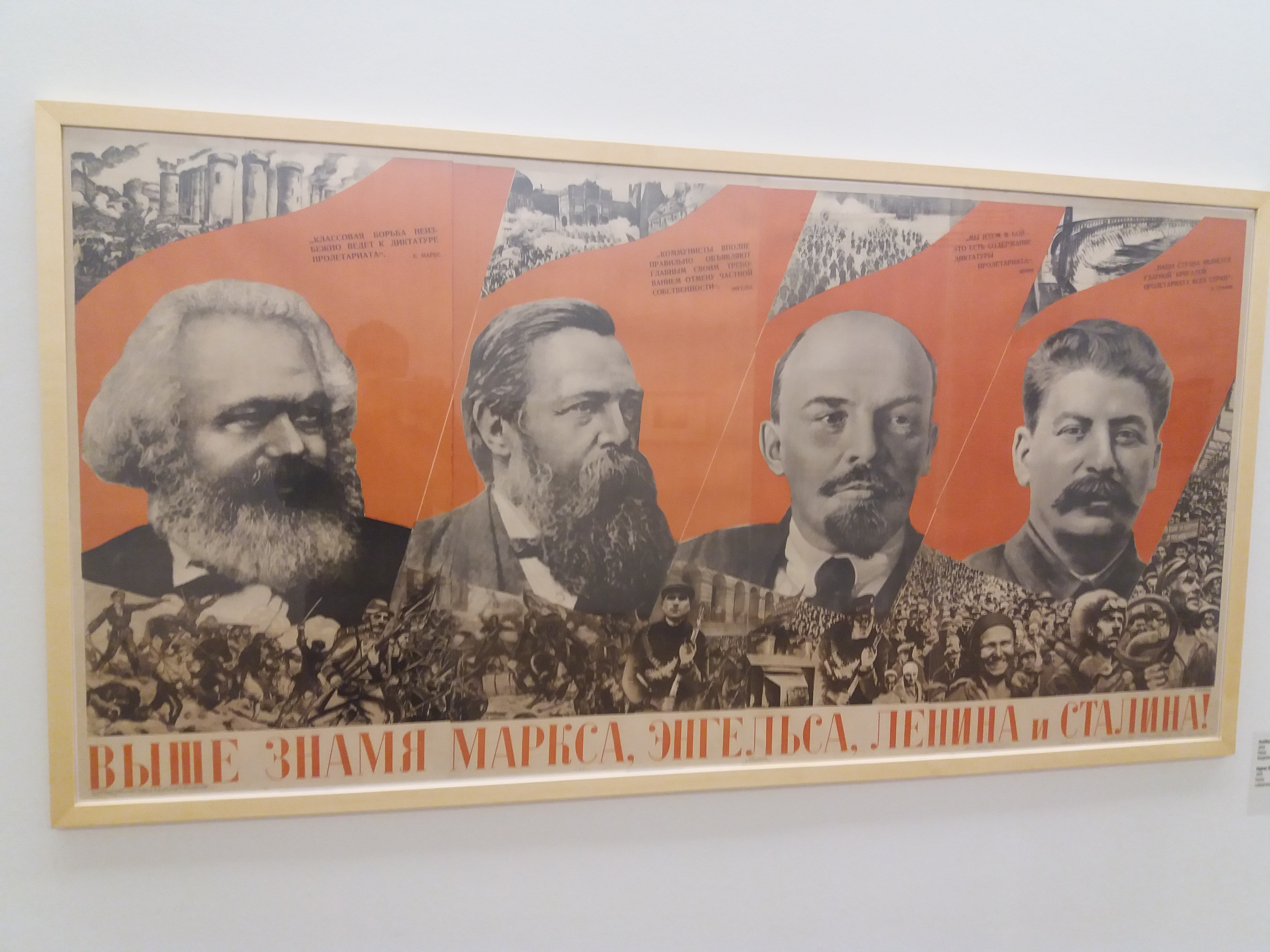
„Ridicați steagul lui Marx, Engels, Lenin și Stalin!” poster din 1936

Deși Lenin nu se simțea în largul său cu cultul personalității care se crease în jurul său, partidul l-a exploatat în timpul Războiului Civil și l-a consfințit oficial după moartea sa. Încă din 1918, a fost scrisă o biografie a lui Lenin și au fost realizate busturi ale liderului bolșevic. Odată cu moartea sa, a fost expus corpul său îmbălsămat (pentru a imita credința că trupurile sfinților nu putrezesc), iar cărți ilustrate despre viața sa au fost produse în masă.
Stalin s-a prezentat ca un simplu om al poporului, dar care se distingea prin rolul său unic de lider. Hainele sale au fost alese cu grijă casă întărească această imagine. Propaganda l-a prezentat ca moștenitor al lui Lenin, exagerând relația dintre ei, până când cultul lui Stalin a anihilat cultul lui Lenin. Cel mai evident exemplu a fost reprezentat de afișele de propagandă, figura lui Lenin o domina pe cea a lui Stalin, dar, odată cu trecerea timpului, cei doi au devenit egal, pentru mai apoi Lenin să devină mai mic și mai fantomatic, până când a fost redus la semnătura de pe cartea pe care Stalin era înfățișat citind-o. Această evoluție a avut loc în ciuda relatărilor istorice care îl descriu pe Stalin ca fiind un personaj nesemnificativ la începutul Revoluției. De la sfârșitul deceniului al treilea până după moartea lui, Stalin a fost prezentat ca fiind principalul lider militar al Războiului Civil. Orașul Țarițîn a fost redenumit „Stalingrad” în cinstea lui, pe motiv că localitatea a fost salvată de Stalin de unul singur și împotriva ordinelor în timpul Războiului Civil.
El a fost deseori considerat ca fiind marele tată al „marii familii” care devenise noua Uniune Sovietică. Au fost promulgate reglementări cuprinzătoare privind modul exact de portretizarea a lui Stalin și de descriere a vieții sale. Faptele incomode, cum ar fi faptul că a dorit să coopereze cu guvernul țarist la întoarcerea în exil, au fost eliminate din biografia sa.
Munca sa pentru Uniunea Sovietică a fost lăudată în ode la adresa „luminii de la fereastra Kremlinului”. Marx, Engels, Lenin și mai presus de toți, Stalin, apăreau deseori în diferitele lucrări de artă.
Discuțiile despre constituția propusă în anii 1930 includeau mulțumiri înflăcărate adresate "tovarășului Stalin". Proiectele de construcție, cum au fost canalele, au fost descrise ca fiind inițiate personal de Stalin. Pionierii au fost îndemnați să lupte pentru „cauza lui Lenin și Stalin”. În timpul epurărilor, Stalin și-a sporit aparițiile în public, fotografiindu-se cu copii, cu aviatorii militari și cu stahanoviști, fiind aclamat ca fiind sursa „vieții fericite”. Potrivit ziarului Pravda, Stalin călătorea în mod obișnuit cu metroul alături de muncitori obișnuiți.
Propaganda s-a dovedit foarte eficace. Mulți tineri care munceau din greu la construcții îl idolatrizau pe Stalin. Mulți oameni au ales să creadă că acuzațiile aduse la epurări erau adevărate, în loc să creadă că Stalin trădase revoluția.
În timpul celui de-al Doilea Război Mondial, acest cult al personalității a contribuit cu siguranță la inspirarea unui nivel profund de implicare a maselor din Uniunea Sovietică, fie pe câmpul de luptă, fie în producția industrială. Stalin a făcut o vizită scurtă pe front pentru ca propagandiștii să poată susține că și-a riscat viața alături de soldații din prima linie. Cultul a fost, totuși, atenuat odată cu apropierea momentului în care avea să se încheie războiul mondial. Pe măsură ce a devenit clar că Uniunea Sovietică va câștiga în cele din urmă războiul, Stalin s-a asigurat că propaganda menționa întotdeauna rolul său conducător în război. Generalii victorioși au fost marginalizați și nu li s-a permis niciodată să devină rivali politici.
La scurt timp după moartea lui Stalin, au fost lansate atacuri, mai întâi voalate și mai apoi deschise, la adresa „cultului personalității” argumentând că istoria a fost făcută de mase.
Nikita Hrușciov, deși a condus atacurile împotriva cultului personalității, a căutat totuși publicitate, iar fotografia sa a apărut frecvent în ziarele.

#### Troțki
În timp ce Stalin avansa în procesul de cucerire a puterii, Lev Troțki a fost portretizat într-un cult anti-personalitate. Acesta a început cu afirmația că nu s-a alăturat bolșevicilor decât târziu, după ce planificarea Revoluției din Octombrie fusese finalizată.

### Propaganda represiunii politice
Unii istorici consideră că un obiectiv important al propagandei sovietice a fost „să justifice represiunea politică a unor întregi grupuri sociale pe care marxismul le considera antagoniste clasei proletariatului” ca în cazul campaniilor de descazacizare sau desculacizare. Richard Pipes a afirmat : „un scop major al propagandei sovietice a fost stârnirea unor emoții politice violente împotriva dușmanilor regimului”.
Cel mai eficient mijloc de a atinge acest obiectiv „a fost negarea calității de om a victimei prin procesul de dezumanizare”, „reducerea inamicului real sau imaginar la o stare zoologică”. De exemplu, Lenin a solicitat exterminarea dușmanilor numiți „insecte dăunătoare”, „păduchi” și „lipitori”:750.
Potrivit scriitorului Maksim Gorki, 
Ura de clasă trebuie cultivată printr-o repulsie organică față de dușman. Dușmanii trebuie să fie văzuți ca fiind inferiori. Cred cu destulă tărie că dușmanul este inferiorul nostru și că este un degenerat nu numai în plan fizic, ci și în sens moral.
Potrivit Cărții negre a comunismului, un exemplu de demonizare a dușmanului au fost discursurile procurorului de stat Andrei Vîșinski în timpul proceselor-spectacol din vremea lui Stalin. Vîșinski a spus despre suspecți: 
 Împușcați acești câini turbați. Moarte acestei bande care își ascund  de oameni dinții feroce, ghearele de vultur! Jos cu acest vultur de Troțki, din gura căruia picură un venin sângeros, care putrezește marile idealuri ale marxismului!.... Jos cu aceste animale abjecte! Să punem capăt o dată pentru totdeauna acestor hibrizi mizerabili de vulpi și porci, acestor cadavre împuțite! Să-i exterminăm pe câinii turbați ai capitalismului, care vor să sfâșie în bucăți floarea noii noastre națiuni sovietice! Să le împingem pe gât ura bestială pe care le-o poartă conducătorilor noștri!

### Ateismul
La începutul revoluției, propaganda ateistă a fost împinsă în încercarea de a șterge religia. Considerând religia mai mult ca un dușman de clasă, o cauză de ură, decât un concurent pentru mințile oamenilor, guvernul a abolit prerogativele Bisericii Ortodoxe Ruse și a pornit o campanie de ridiculizare. Acest lucru a inclus procesiuni anti-religioase și articole de ziar, care s-au întors însă împotriva propagandiștilor deoarece a șocat populația profund religioasă. Această campanie fost oprită și înlocuită cu prelegeri și alte metode mai intelectuale. În acest scop a fost organizată „Societatea ateilor”, iar la locul de muncă propaganda antireligioasă a fost desfășurată cu ajutorul unor reviste precum Bezbojnik (Cei fără Dumnezeu). Educația ateistă a fost privită ca o sarcină centrală a școlilor sovietice. Încercarea de a lichida analfabetismul a fost îngreunată de încercările de a combina școala cu ateismul, ceea ce i-a făcut pe țărani să stea deoparte.
În 1929, toate formele de educație religioasă au fost interzise pe motiv că sunt de fapt propagandă religioasă, iar dreptul la propagandă anti-religioasă a fost afirmat în mod explicit, după care „Societatea ateilor” s-a transformat în „Societatea ateilor militanți”.
A fost proclamat un „Plan cincinal fără Dumnezeu”, despre care s-a spus că a fost iniția la cererea maselor de muncitori. Virtuțile creștine precum smerenia și blândețea au fost ridiculizate în presă, fiind recomandate în schimb autodisciplina, loialitatea față de partid, încrederea în viitor și ura față de dușmanii de clasă. Propaganda antireligioasă din Rusia a dus la o reducere a manifestărilor publice de religie.
Numeroase eforturi antireligioase au fost dedicate promovării științei în locul credinței. Oamenii de știință au încercat să demonstreze că un miracol, o statuie a Fecioarei Maria plângând cu lacrimi de sânge, nu era decât apă contaminată cu rugină. Țăranii care au asistat la prelegerea științifică s-au revoltat și i-au ucis pe cei doi cercetători care le explicau fenomenul.
De asemenea, au încercat să distrugă imaginea evanghelică a lui Iisus. Literatura din URSS în anii 1920, urmând tradiția demitizării lui Iisus, creată în operele David Strauss, Ernest Renan, Friedrich Nietzsche și Charles Binet-Sanglé⁠(d), a pus în față două teme principale - Boala mintală a lui Iisus și amăgirea acestuia. Abia la începutul anilor 1920 și 1930 propaganda Uniunii Sovietice a avut câștig de cauză în ceea ce privește opțiunea mitologică, și anume negarea existenței lui Iisus
O apărut o mișcare cunoscută ca „Biserica vie”, care se opunea în mod activ ierarhiei oficiale a Bisericii Ortodoxe Ruse și propovăduia că socialismul este forma modernă a creștinismului. Troțki a susținut că noua mișcare trebuie încurajată pentru a asigura scindarea ortodoxiei.
În timpul celui de-al Doilea Război Mondial, acest efort a fost anulat. Pravda a scris pentru prima dată cu majusculă cuvântul „Dumnezeu”, deoarece în aceste momente participarea la slujbele religioase era de fapt încurajată. O mare parte din aceste acțiuni de relaxare a acțiunilor antireligioase era destinată publicului extern. Cu toate acestea președintele Franklin D. Roosevelt a condamnat atât Germania nazistă, cât și Uniunea Sovietică drept regimuri ateiste care îngrădeau libertatea de conștiință . Este posibil ca acest regres să se fi produs și din cauza ineficienței efortului antireligios al sovieticilor.

### Antiintelectualismul
Între campaniile împotriva culturii burgheze și transformarea ideologiei ofensivei socialiste într-o ideologie inteligibilă pentru mase prin clișee și stereotipuri, a crescut în propagandă un ton antiintelectual. Liderii sovietici au pozat ca oameni de rând, lipsiți de interes pentru chestiuni precum artele frumoase și baletul, chiar dacă alegeau selectiv din cultura clasei muncitoare.

### Plutocrația
Cea mai mare parte a propagandei sovietice către lumea exterioară în anii 1920 era îndreptată împotriva națiunilor capitaliste, prezentându-le ca pe niște plutocrații care căutau să doboare Uniunea Sovietică, care era un paradis al muncitorilor. Capitalismul, care era responsabil pentru toate relele lumii, era, prin urmare, fundamental imoral.
Fascismul a fost prezentat ca o răbufnire teroristă a capitalului financiar și având rădăcini printre interesele micii burghezii ale țăranilor mijlocași, similari culacilor, care erau perdanții procesului istoric.
În primele etape ale celui de-al Doilea Război Mondial, acesta a fost prezentat în mod deschis ca un război între capitaliști, care îi va slăbi pe aceștia și va permite triumful comuniștilor, atâta timp cât Uniunea Sovietică, cu înțelepciune, va sta deoparte. Partidele comuniste din întreaga lume au fost îndrumate să se opună războiului, care era o confruntare între statele capitaliste.
După încheierea celui de-al Doilea Război Mondial, Statele Unite ale Americii au fost prezentate ca un bastion al opresiunii imperialiste, cu care urma să aibă loc o competiție non-violentă, deoarece capitalismul se afla în pragul colapsului.

### Antițarismul
Campaniile împotriva societății Rusiei imperiale au continuat până la sfârșitul istoriei Uniunii Sovietice. Un vorbitor a povestit cum bărbații au fost nevoiți să servească timp de douăzeci și cinci de ani în armata imperială, pentru ca un membru al audienței să le reproșeze că nu contează, din moment ce au avut hrană și îmbrăcăminte. Copiii erau informați „trecutul blestemat” a fost lăsat departe în urma lor, iar ei pot deveni complet „roșii”.

### Propaganda antipoloneză
Presa sovietică nu a avut o atitudine favorabilă față de statele vecine. Polonia a fost subiectul acestei abordări încă de la început. În general, presa sovietică a prezentat Polonia ca pe un stat fascist, care aparținea aceluiași club cu Germania Nazistă și Italia Fascistă
Propaganda antipoloneză a fost folosită intens în timpul  războiului polono-sovietic din 1920, când bolșevicii au încercat să subjuge această națiune care își recâștigase independența, precum și în timpul invaziei din 1939 și a anexării Poloniei răsăritene în 1939-1941.
Guvernul capitalist polonez și șeful său de stat, mareșalul Józef Piłsudski, erau anticomuniști îndârjiți. Toate partidele sau grupurile afiliate activităților comuniste au fost interzise, iar membrii acestora au fost trimiși în lagărul de concentrare Bereza Kartuska din estul Poloniei⁠(d). Acest lucru a alimentat potențial propaganda sovietică împotriva Statului polonez. Afișele înfățișau adesea polonezi mustăcioși capitaliști îmbrăcați ca niște nobili sau generali, care țineau sub amenințarea biciului pe ucrainenii și belarușii înrobiți, care erau o minoritate în Polonia la acea vreme.
Uniunea Sovietică a comis multiple atrocități împotriva poporului polonez, unul dintre cele mai grave fiind Masacrul de la Katyń al ofițerilor militari și al intelectualilor din 1940.

### Războiul Civil Spaniol
Mulți scriitori comuniști și artiști sovietici au participat la Războiul Civil Spaniol (Mihail Kolțov, Ilia Ehrenburg) sau i-au susținut pe republicani. Poemul revoluționar Granada al lui Mihail Svetlov, care spune povestea unui partizan de origine ucraineană din Războiul Civil Rus care visează să lupte pentru independența  Granadei, a fost publicat în 1926.

### Al Doilea Război Mondial

#### Propaganda antinazistă din perioada interbelică
Mai multe filme antinaziste au fost lansate în Uniunea Sovietică precum Profesorul Mamlock din 1938 și Familia Oppenheim în 1939. Acestea au fost printre primele filme care abordează direct persecuția evreilor în Germania Nazistă.

#### Pactul Ribbentrop-Molotov
În fața unei masive nedumeriri sovietice, Pactul Ribbentrop-Molotov a fost apărat de un vorbitor în Parcul Gorki. Molotov a apărat înțelegerea într-un articol din Pravda, unde a susținut că era un tratat între state, nu între sisteme. Stalin însuși a explicat că Neville Chamberlain a vrut să opună URSS-ul Germaniei Naziste, dar el a opus cu înțelepciune Anglia Germaniei naziste.
Pe toată durata de existență a pactului, propagandiștii i-au lăudat foarte mult pe germani. Propaganda antigermană sau antinazistă (precum filmele Profesorul Mamlock și Familia Oppenheim) au fost interzise. 

#### Propaganda antigermană
După declanșarea Operațiunii Barbarossa, Stalin însuși a declarat într-o transmisie radio din 1941 că Germania a început un război pentru exterminarea popoarelor din URSS. Articolele publicate în Pravda îi denunța pe toți germanii ca fiind ucigași, exploatatori și canibali, și se făcea mult caz de presupusele atrocități ale invadatorilor. Ura a fost încurajată în mod activ și deschis. Li s-a spus că germanii nu au luat prizonieri. Partizanii au fost încurajați să se vadă pe ei înșiși ca răzbunători. Ilia Ehrenburg a fost un important scriitor de propagandă
Multe dintre filmele antigermane din epoca nazistă se concentrau pe persecuția evreilor din Germania, cum au fost Profesorul Mamlock (1938) și Familia Oppenheim (1939) . Fata No. 217 descria maltratarea prizonierilor sovietici de război, în special sclavia personajului principal Tania la o familie germană inumană,, reflectând tratamentul dur aplicat muncitorilor din răsărit în Germania Nazistă.
În ciuda modului în care autoritățile sovietice au tratat religia, în timpul celui de-al Doilea Război Mondial a fost permisă o renaștere a ortodoxiei pentru a demoniza nazismul ca unic dușman al religiei.

#### Germani versus hitleriști
Propaganda sovietică adresată germanilor în timpul celui de-al Doilea Război Mondial se străduia să facă o distincție între germanii obișnuiți și liderii lor, naziștii, declarând că aceștia nu aveau nimic cu poporul. Singura modalitate de a afla dacă un soldat german a căzut prizonier în mâinile sovieticilor și este în viață era să asculți radioul. Crainicul anunța că un anumit prizonier va vorbi, după care urma o pauză în care familia lui să se adune în jurul aparatului și să asculte, după care emisiunea era reluată și pe lângă discursul prizonierului erau lansate și numeroase teme de propagandă.
În lagărele sovietice de prizonieri de război a fost înființat un comitet național pentru „Germania liberă”, în încercarea de a promova o revoltă în Germania.

#### Antifascismul

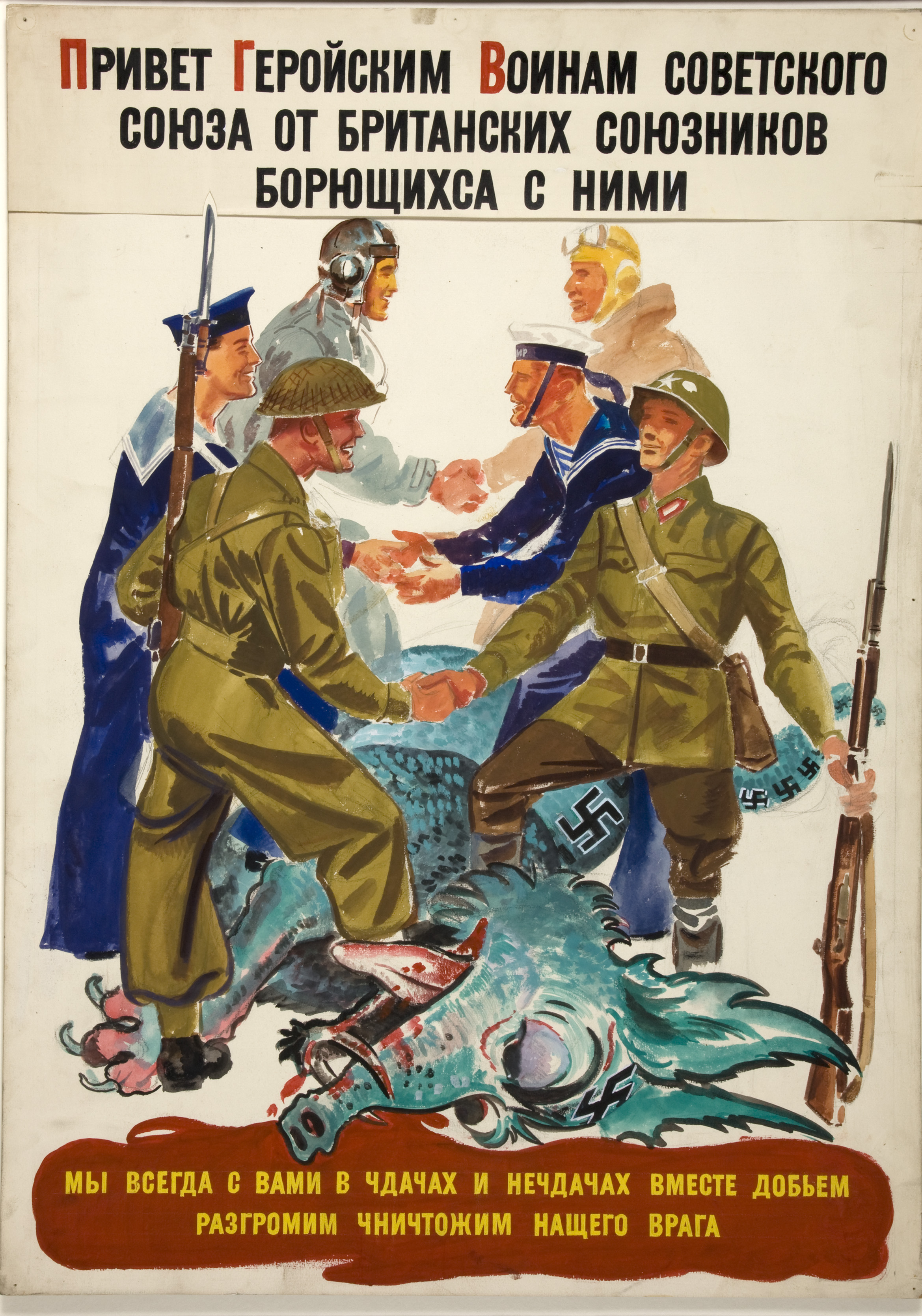
„Salutări eroicilor războinici ai Uniunii Sovietice din partea aliaților britanici care luptă alături de ei”. Afiș de propagandă în care soldații britanici și sovietici își dau mâna peste trupul cu însemnul svasticii al unui balaur ucis

Antifascismul a fost folosit în mod obișnuit în propaganda destinată străinătății în anii 1930, în special pentru a atrage oamenii în organizații paravan. Războiul Civil Spaniol a fost, în special, folosit pentru a înlătura disidența în rândul partidelor comuniste europene și rapoartele despre totalitarismul în creștere al lui Stalin.

#### Patriotism/Naționalism
În fața amenințării Germaniei naziste, pretențiile internaționale ale comunismului au fost minimalizate, iar oamenii au fost recrutați pentru a ajuta la apărarea țării din motive patriotice. Prezența unui inamic real a fost folosită pentru a inspira acțiunea și producția în fața amenințării la adresa lui Părintelui Uniunii Sovietice sau a mamei Rusia. Toți cetățenii sovietici au fost chemați să lupte, iar soldații care s-au predat au eșuat în îndeplinirea datoriei lor. Pentru ca să prevină retragerea din Stalingrad, soldații au fost chemați să lupte pentru pământul strămoșesc .
Istoria rusă a fost obligată să ofere un trecut eroic și simboluri patriotice, deși în mod selectiv, de exemplu, lăudând bărbații drept făuritori ai statului. Fimul  Alexandru Nevski a avut ca temă centrală importanța oamenilor de rând în salvarea Rusiei, în timp ce nobilii și negustorii nu făceau nimic, un motiv care a fost intens folosit în propagandă. Totuși, personajele selectate nu au avut nicio legătură cu socialismul. Artiștilor și scriitorilor li s-a permis mai multă libertate, atâta timp operele lor conțineau teme patriotice și nu criticau direct marxismul. În această perioadă a apărut termenul „ Marele Război pentru Apărarea Patriei” iar poveștile îl prezentau ca pe o luptă plină de eroismului oamenilor obișnuiți.
Deși se folosea termenul patrie, acesta se referea la întreaga Uniunea Sovietică, deși în primul rând eroii naționali ruși erau folosiți pentru a-i inspira pe soldați. De asemenea, se făceau apeluri la faptul că patria altor naționalități era patria lor.
Mulți cetățeni sovietici au considerat că prezentarea soldaților căzuți în mâinile inamicului ca fiind „trădători ai Patriei” era întemeiată, iar lozinca „Nici un pas înapoi!” trebuia să îi inspire pe soldați să lupte cu abnegație și eroism. În ciuda eforturilor propagandei, autoritățile militare sovietice au folosit din plin acest lucru a fost de fapt realizat prin intermediul trupelor de blocare al NKVD-ului, care împușcau pe soldații care se retrăgeau
Campania împotriva „trădătorilor Patriei” a continuat și după încheierea războiului pentru eliminarea presupuselor elemente antipatriotice și antisovietice .
În anii 1960, amintirile despre „Marele Război pentru Apărarea Patriei” au fost resuscitate pentru ca să  întărească sprijinul pentru regim, toate relatările fiind atent cenzurate pentru ca să prevină publicarea relatările despre incompetența lui Stalin și înfrângerile de la începutul războiului, precum și despre costurile lor umane și materiale foarte ridicate.

## Utopia și spațiul
De-a lungul întregii istorii a Uniunii Sovietice, conceptul de utopie socialistă a fost puternic promovat de guvernul sovietic. În timpul administrației Hrușciov, această idee de utopie sovietică a fost puternic integrată în conceptul de călătorie în spațiu și s-a răspândit în întreaga lume. Reușitele în exploatarea spațiului spațiu erau strâns legate de un sentiment de utopie și de ideea că socialismul și comunismul era superioare altor forme de guvernare. Într-un comunicat de presă după lansarea  misiunii Sputnik, Uniunea Sovietică afirma „...contemporanii noștri vor fi martori la modul în care munca liberă și conștiincioasă a oamenilor din noua societate socialistă transformă în realitate cele mai îndrăznețe vise ale omenirii.” Conceptul de succes în domeniul științei și al explorării spațiale era strâns legat de conceptul unei noi societăți socialiste și de utopia care urma să fie creată în această societate.

## Propaganda sovietică în străinătate

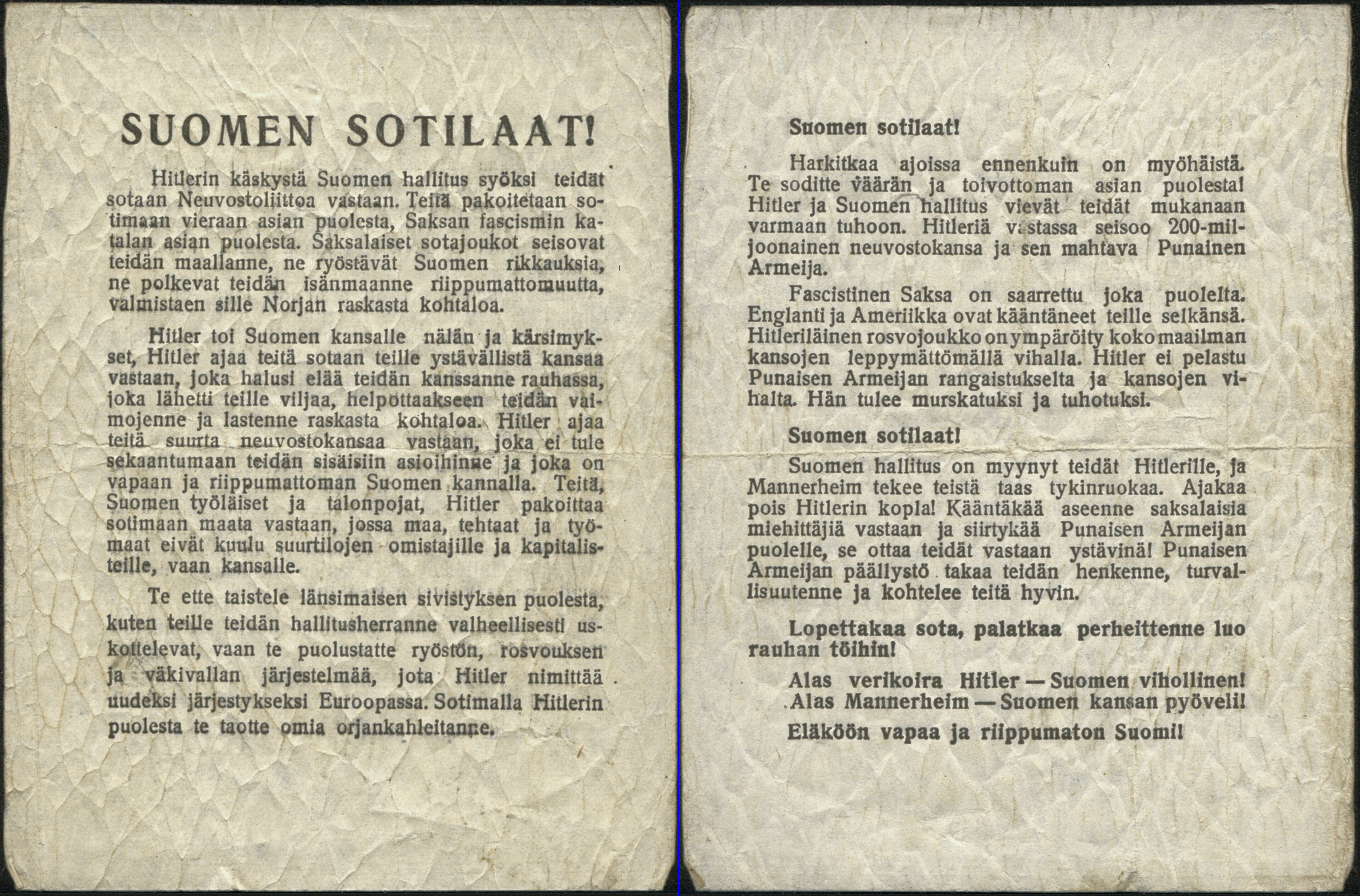
Pliant de propagandă din Al Doilea Război Mondial aruncat dintr-un avion sovietic pe teritoriul finlandez, îndemnând soldații finlandezi să se predea

Troțki și un mic grup de comuniști considerau că Uniunea Sovietică era condamnată să piară fără răspândirea revoluției pe plan internațional. Victoria lui Stalin, care a considerat construcția socialismului în Uniunea Sovietică drept un exemplu necesar pentru restul lumii, poziție care era împărtășită de majoritatea comuniștilor ruși,  nu a oprit însă propaganda internațională..
În anii 1980, Agenția Centrală de Informații (CIA) din SUA a estimat că bugetul propagandei sovietice în străinătate era cuprins între 3,5 și 4 miliarde de dolari
Propaganda în străinătate a fost parțial realizată de agențiile de informații sovietice. Numai GRU a cheltuit peste 1 miliard de dolari pentru propagandă și mișcări pentru pace împotriva Războiului din Vietnam, care a fost o „campanie de mare succes și care a meritat costurile”, potrivit lui Stanislav Lunev, un transfug GRU . El a susținut că „GRU și KGB au ajutat la finanțarea aproape fiecărei mișcări și organizații  anti-război din America și din străinătate”.
Potrivit lui Oleg Kalughin, un fost general KGB și șef al operațiunilor politice KGB din Statele Unite, „serviciile secrete sovietice erau într-adevăr de neegalat. ... Programele KGB - care ar fi condus tot felul de congrese, congrese de pace, congrese de tineret, festivaluri, mișcări de femei, mișcări sindicale, campanii împotriva rachetelor americane în Europa, campanii împotriva armelor cu neutroni, alegațiile conform cărora SIDA ... a fost inventată de CIA ... tot felul de falsuri și materiale falsificate - [toate erau] destinate politicienilor, comunității academice, publicului larg".
Mișcările dirijate de sovietici pretindeau că au legături reduse sau nu au deloc legături cu URSS, fiind adesea considerate necomuniste (sau aliate cu astfel de grupuri), dar erau în fapt controlate de URSS. Cei mai mulți membri și susținători nu au realizat că erau instrumente ale propagandei sovietice. Organizațiile urmăreau să-i convingă pe occidentalii bine intenționați, dar naivi, să susțină obiectivele sovietice deschise sau secrete. Un martor în cadrul unei audieri a Congresului SUA privind activitățile sovietice sub acoperire a descris scopurile acestor organizații ca fiind „răspândirea temelor de propagandă sovietică și crearea unei false impresii de susținere publică a politicilor externe ale Uniunii Sovietice” .
O mare parte din activitatea mișcărilor pacifiste conduse de sovietici a fost supervizată de Consiliul Mondial al Păcii. Alte importante organizații de fațadă au fost Federația Mondială a Sindicatelor, Federația Mondială a Tineretului Democrat și Uniunea Internațională a Studenților. Printre organizațiile comuniste de fațadă mai puțin importante se numărau și Organizația de solidaritate a popoarelor afro-asiatice, Conferința Creștină pentru Pace, Asociația Internațională a Avocaților Democrați, Federația Internațională a Mișcărilor de Rezistență, Institutul Internațional pentru Pace, Organizația Internațională a Jurnaliștilor, Federația Democratică Internațională a Femeilor și Federația Mondială a Lucrătorilor Științifici. Existau, de asemenea, numeroase organizații mai mici, afiliate cu cele de mai sus.
Aceste organizații au primit anual în total peste 100 de milioane de dolari din partea URSS.
Propaganda împotriva Statelor Unite și a întregii lumi occidentale a inclus următoarele acțiuni.
- Promovarea teoriilor conspiraționiste privind asasinarea lui John F. Kennedy, cu ajutorul scriitorului Mark Lane .
- Discreditarea CIA, cu ajutorul istoricului Philip Agee⁠(d) (nume de cod PONT). Discrediting the CIA, using historian Philip Agee⁠(d) (codenamed PONT).
- Răspândirea zvonurilor conform cărora directorul Biroul Federal de Investigații (FBI) al SUA J. Edgar Hoover ar fi fost homosexual.
- Promovarea teorii ale conspirației cu privire la moartea lui Adolf Hitler, inclusiv a unei versiuni susținute de Stalin conform căreia dictatorul nazist ar fi evadat din Berlin în 1945 și dezinformarea cu privire la examinarea medico-legală a corpului său.
- Încercări de discreditare a lui Martin Luther King Jr. prin „scurgerea” unor informații către ziare conform cărora ar fi primit în secret subvenții guvernamentale.
- Ațâțarea tensiuni rasiale în Statele Unite prin trimiterea de scrisori false de la Ku Klux Klan și prin răspândirea teorii ale conspirației potrivit cărora asasinarea lui Martin Luther King Jr. ar fi fost plănuită de guvernul SUA.
- Inventarea poveștii conform căreia virusul SIDA ar fi fost fabricat de oamenii de știință americani. Povestea a fost răspândită de biologul de origine rusă Jakob Segal⁠(d).
- Reducerea și minimalizarea ajutorului militar american acordat sovieticilor în timpul celui de-al Doilea Război Mondial în cadrul Legii de împrumut și închiriere, precum și a rolului SUA în victorie în general[209][210]
- Publicarea săptămânalului Soviet Weekly⁠(d) în Marea Britanie și a revistei bilunare Sputnik' editată în Uniunea Sovietică în mai multe limbi, inclusiv în engleză.

## Vedeți și:
- Cenzura în Uniunea Sovietică
- Propagandă nazistă
- Propaganda în Statele Unite